# Brigadas de Combate

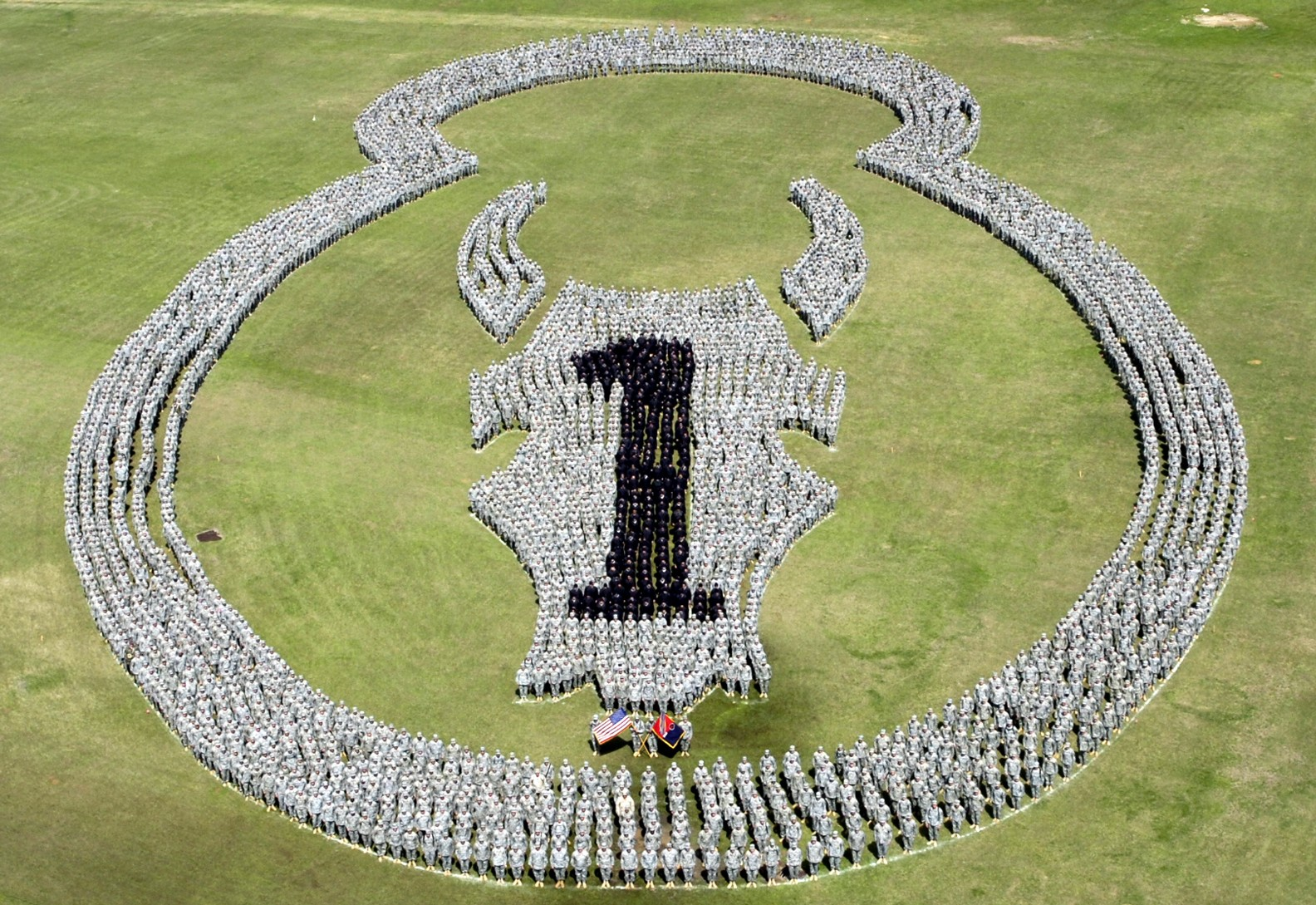
Más de 4000 miembros de la 1.ª BCT, 34.ª División de Infantería de los EE.UU., en formación artística durante una ceremonia.

La Brigada de Combate o Equipo de Combate de Brigada (Acrónimo en inglés BCT, "Brigade Combat Team") es la unidad básica de maniobra desplegable por el Ejército de los Estados Unidos. Una Brigada de Combate consiste de una brigada de maniobra de una de las ramas de armas de combate y unidades de apoyo/servicios de apoyo al combate y de artillería asignadas. Las Brigadas de Combate normalmente están al cargo de un coronel (O-6), aunque en determinados casos, como por ejemplo en brigadas individuales no dependientes de ninguna división, pueden ser comandadas por un general de brigada (O-7). Una Brigada de Combate está diseñada para operar independientemente de su división matriz, por lo que cuenta con todas las unidades de apoyo necesarias para sostener sus operaciones lejos de esta división.
Actualmente el Ejército de los Estados Unidos está estructurado alrededor de la Brigada de Combate. En este concepto, las divisiones que previamente no habían desplegado brigadas individuales debido a la carencia de apoyo integral ahora han sido reestructuradas. La 1.a División Blindada, la 25.a División de Infantería, etc. ahora tienen la capacidad de desplegar una o más BCT a cualquier parte del mundo. Estas BCT serán capaces de sostenerse por sí mismas, como una división en miniatura. Los soldados asignados a una BCT permanecerán en su asignación por tres años; con esto se pretende aumentar el alistamiento y mejora la cohesión de la unidad.

## Definición
El Equipo de Combate de Brigada (en inglés: Brigade Combat Team, BCT) es una organización modular que proporciona a la división, al comandante del componente terrestre o al comandante de la fuerza de tareas conjunta capacidades para el combate cercano. Los BCT están diseñadas para funcionar en todo el espectro de los conflictos. Estas participan en las batallas y combates empleando las ventajas tácticas de una estructura de fuerza de armas combinadas. Los BCT logran sus misiones integrando las acciones de los batallones de maniobra, artillería de campaña, aviación, ingenieros, defensa aérea y antimisiles, apoyo aéreo cercano y artillería naval. El escuadrón de reconocimiento y los sistemas de información automatizados del BCT le dan superioridad de información sobre las fuerzas enemigas. Estos recursos le permiten al BCT obtener grandes cantidades de información, procesarla rápidamente y convertirla en inteligencia y diseminarla para permitir una rápida toma de decisiones.

## Rol
El Equipo de Combate de Brigada es la base del poder de combate del Ejército usando la maniobra, y además es la unidad de armas combinadas más pequeña que puede ser comprometida en forma independiente. Los BCT realizan operaciones ofensivas, defensivas, de estabilización y de apoyo civil. Su misión básica es de la de acercarse al enemigo usando fuego y maniobra para destruir o capturar sus fuerzas, o para repeler sus ataques usando fuego, combate cercano y contraataques. El BCT puede combatir sin ser aumentado pero, también, puede ser adaptado para enfrentarse a las necesidades específicas de sus misiones. Los BCT pueden realizar despliegues expedicionarios e integrar los esfuerzos del Ejército y los militares, con los civiles, socios conjuntos y multinacionales.
Los BCT a menudo operan como parte de una división. La división actúa como un cuartel general táctico que puede controlar hasta seis BCT en operaciones de combate de alta o mediana intensidad, además de una cantidad de brigadas de apoyo funcional. La división asigna al BCT su misión, área de operaciones y elementos de apoyo, y coordina sus acciones con los otros BCT de la formación. Al BCT se le podría requerir que separa elementos subordinados y los pasara a las otras brigadas adjuntas o asignadas a la división. Usualmente la división asigna elementos de aumento al BCT. También las siguientes brigadas todas pueden apoyar las operaciones del BCT: brigadas de apoyo por fuego, brigadas de vigilancia del campo de batalla, brigadas para mejorar la movilidad, brigadas de sostenimiento y brigadas de aviación.

## Brigada de Combate de Infantería

Organización de una Brigada de Combate de Infantería

La Brigada de Combate de Infantería, al año 2014, contiene 4413 soldados y está organizada en torno a Dos batallones de infantería. Cada tipo de brigada (infantería ligera, asalto aéreo, infantería de montaña o aerotransportada) tiene la misma organización básica. Cada brigada de infantería tiene capacidad de desarrollar operaciones de asalto aéreo, no importando si su designación oficial es de una brigada de asalto aéreo. También, la mayoría de estas unidades, una vez desplegadas, operan como "infantería motorizada" utilizando para ello vehículos HMMWV; para facilitar la velocidad de sus movimientos.
La brigada de combate de infantería consiste de seis batallones: uno de caballería (RSTA), una brigada de apoyo/servicios de apoyo al combate, una de ingenieros, tres de infantería y una de artillería de campaña.
Las Brigadas de Infantería están diseñadas para operar en aquellas operaciones para las que los otros dos tipos de brigada no podrían ser desplegados o cuyo despliegue resultase excesivamente complicado o lento. De esta manera, las brigadas paracaidistas tienen la opción de ser desplegadas rápidamente y mucho más allá de la línea de frente, consistiendo en una herramienta apropiada a disposición del Estado Mayor para lanzar ataques surpresivos o tomar puntos estratégicos con celeridad; las brigadas aerotransportadas tienen la peculiaridad de que al ser transportadas mediante helicóptero pueden ser desplegadas én lugares de difícil acceso, como selvas o junglas, y para su despliegue pueden pasar sobre obstáculos, naturales o colocados intencionadamente, que de cualquier modo frenarían el acceso por tierra a otro tipo de unidad que requiriese vehículos terrestres para sus desplazamientos; las brigadas de montaña han sido específicamente diseñadas, equipadas y entrenadas para operar en entornos de alta montaña; y las brigadas de infantería ligera operan con vehículos ligeros HMMWV que les proporcionan alta movilidad, sin perjuicio de que en cualquier caso también han sido dotadas de capacidad de asalto aéreo para poder ser desplegadas mediante helicópteros. La principal debilidad de este tipo de unidades es su escasa protección, con lo que en un teatro de operaciones de guerra total tienen limitada capacidad de resistencia, necesitando recibir en cuestión de tiempo el apoyo de unidades más contundentes para su supervivencia.
La Brigada de Infantería consiste en dos Batallones de Infantería, un Escuadrón de Reconocimiento blindado de Caballería, un Batallón de Artillería, un Batallón de Tropas Especiales y un Batallón de Apoyo.

## Brigada Stryker

Organización de una Brigada de Combate Stryker

La Brigada de Combate Stryker (SBCT por sus siglas en inglés) es una fuerza de infantería mecanizada estructurada en torno al vehículo blindado de 8 ruedas Stryker. Una Brigada Stryker puede ser desplegada por avión hasta el teatro de operaciones en tan solo 96 horas, mucho menos tiempo del necesario para transportar una brigada acorazada. Las Brigadas Stryker han sido diseñadas para ocupar el hueco existente entre la alta movilidad pero escasa protección de las brigadas de infantería y las poderosas pero lentas y difíciles de desplegar brigadas acorazadas.
Las Brigadas Stryker constituyen el tipo de unidad de combate de más reciente creación, y su conveniencia responde al hueco existente entre los otros dos tipos de brigada. Su mayor virtud es la polivalencia, ya que son rápidas, fácilmente desplegables y cuentan con cierto nivel de protección y de potencia de fuego, en cualquier caso muy por encima del que disfrutan las unidades de infantería. Pueden operar en los tres espectros de combate: guerra a gran escala, conflictos de mediana intensidad y mantenimiento de la paz. La creación de este tipo de unidad se produjo en el año 2006, respondiendo a las necesidades estratégicas surgidas a raíz de los acontecimientos del 11 de septiembre de 2001.
Cada Brigada Stryker consiste en tres Batallones de Infantería Mecanizada, un Escuadrón de Reconocimiento (Caballería), un Batallón de Artillería, un Batallón de Apoyo, una Compañía de Mando, una Compañía de Comunicaciones, una Compañía de Inteligencia, una Compañía de Ingenieros y una Compañía Anti-Tanque.

## Brigada Acorazada

Organización de una Brigada Acorazada

La Brigada Acorazada (HBCT por sus siglas en inglés) es la principal unidad de combate del Ejército de Estados Unidos y está designada en torno a los tanques M1 Abrams y a los vehículos acorazados de infantería M2 Bradley.
Las Brigadas Acorazadas cuentan con un elevadísimo potencial de ataque y con el mayor nivel de protección, al ser acorazados todos los vehículos de maniobra que integran estas unidades. Sin embargo, estas fortalezas en cuanto a poder y protección constituyen también sus mayores inconvenientes, puesto que se trata de unidades muy lentas y con la logística de despliegue más compleja, debido al elevado peso de cada uno de los vehículos que forman parte de la unidad. Para el traslado de este tipo de unidades se opta preferentemente por el transporte marítimo, sin perjuicio de que las mismas también se pueden transportar en avión, utilizando para ello los modelos C-5 y C-17 de la Fuerza Aérea, pero con la limitación de que, debido a su elevado peso tan solo se puede transportar un vehículo en cada avión, con lo que el número de aviones necesarios para transportar una sola brigada es altísimo. Son las unidades más apropiadas para hacer frentes a una guerra a gran escala frente a un enemigo numeroso, poderoso y tecnológicamente avanzado.
La Brigada Acorazada consiste en dos Batallones Acorazados, un Escuadrón Acorazado de Reconocimiento (Caballería), un Batallón de Artillería, un Batallón de Tropas Especiales y un Batallón de Apoyo.

## Funcionalidad y modularidad
La justificación de la existencia de diferentes tipos de brigada se debe a que cada conflicto tiene unas especifidades características en cuanto a los diferentes entornos en los que se desarrolla y en cuanto a sus específicos espectros de combate. Las diferencias más sustanciales en cuanto a cada tipo de brigada se refieren a su poder de fuego, nivel de protección, maniobrabilidad y desplegabilidad.
El nuevo modelo de brigada modular del plan de reestructuración del ejército pretende dotar unidades más pequeñas y flexibles al alto mando. Así, las anteriores divisiones, cuyo despliegue en muchos casos implicaba la movilización en bloque de todas sus brigadas asignadas, pasan a tener un mero control administrativo sobre sus unidades filiales, y cada división pasa a ser un centro de mando y control al que operativamente puede ser asignada cualquier brigada, aunque administrativamente esté adscrita a otra división.